# Frera Corado & Compagnia
Frera Corrado & Compagnia war ein italienischer Hersteller von Automobilen.

## Unternehmensgeschichte
Das Unternehmen wurde am 9. November 1905 in Tradate gegründet mit der Absicht, Fahrräder, Motorräder und Automobile zu produzieren. Tatsächlich wurden in diesem Unternehmen aber nur Automobile gefertigt. Motorräder entstanden zwischen 1906 und 1956 durch das Unternehmen Società Anonima Frera. 1913 endete die Automobilproduktion.

## Fahrzeuge
Das einzige Modell Piccolo entstand in Lizenz von Zedel. Dies war ein Kleinwagen mit einem luftgekühlten Zweizylindermotor.